# Hymeniacidon fallax
Hymeniacidon fallax är en svampdjursart som beskrevs av James Scott Bowerbank 1866. Enligt Catalogue of Life ingår Hymeniacidon fallax i släktet Hymeniacidon och familjen Halichondriidae, men enligt Dyntaxa är tillhörigheten istället släktet Hymeniacidon och familjen Halichondridae. Arten är reproducerande i Sverige. Inga underarter finns listade i Catalogue of Life.